# 紀伊村 (香川県)
紀伊村（きいむら）は、かつて香川県にあった村。

## 沿革
- 1890年（明治23年）2月15日 - 町村制施行により豊田郡丸井村、福田原村、青岡村、木之郷村が合併し、紀伊村が発足。
- 1899年（明治32年）3月16日 - 郡の統合により三豊郡に所属。
- 1955年（昭和30年）4月10日 - 村域を二分割し、大字木之郷を観音寺市に、大字丸井、福田原、青岡を三豊郡大野原町に編入し消滅。